# 绝对音乐
绝对音乐（拉丁语：absolutus，独立的，也称为纯音乐或无标题音乐）指的是没有明确的标题，只说明乐曲的形式与体裁，其内容都由欣赏者自己理解。与之相对的是标题音乐，这种音乐来源于外界的思潮和影像。 

## 評價
在音乐界，有些音乐家和音乐理论家反对标题音乐，他们认为标题音乐用文学性的东西给听众一种暗示，把听众引向一个相对确定的范围内，而无论什么样的标题都不能全面的反映一支乐曲（尤其是交响乐）所表达的丰富内容和感觉。
这些倡导者认为无标题音乐可以更好反映音乐的内涵，不同的人听到一首无标题的乐曲，所感受的心理内容是大不一样的。

## 代表人物
绝对音乐的代表人物是莫扎特、贝多芬、勃拉姆斯等。

## 作品
这种音乐的代表是18世纪和19世纪的奏鸣曲和交响曲。音乐史上一个著名的传说，贝多芬的《英雄交响曲》起初是题为献给拿破仑这位当时的英雄人物，但贝多芬听说拿破仑称帝之后，气愤的撕掉总谱，改题为献给天下一切英雄。如果当初拿破仑没有称帝，那么后人听到这首交响曲大多会往拿破仑的形象和事迹方面联想，这就是标题的暗示和引导作用，事实上，这首曲子给人的感受十分丰富而又不很具体和确定的，他表达的是一种类型性的情感。